# Flying Saucer Attack
I Flying Saucer Attack (FSA) sono stati un gruppo musicale space rock sperimentale, formato a Bristol, Inghilterra, nel 1992.

## Storia
Il membro principale della band è stato David Pearce, e Rachel Brook ne fece parte per la maggior parte del tempo.
Il gruppo fu accolto in modo leggero dalla critica, paragonandolo a una band contemporanea, The Jesus and Mary Chain.
I FSA furono capaci di crearsi un piccolo ma entusiasta gruppo di fans, per uno dei più interessanti gruppi sperimentali del periodo. La band era famosa per registrare la maggior parte della sua musica a casa in un semplice sistema stereo, evitando gli studi di registrazione il più possibile. Ciò diede alla loro musica uno stile DIY e consentì loro la libertà di sperimentare come volevano.
La band si sciolse nel 2000, ma nel 2015 ci fu un ritorno di David Pearce come unico membro della band.

## Discografia

### Album e raccolte
- Flying Saucer Attack (Heartbeat Productions, 1993)
- Distance (raccolta di singoli) (1994)
- Further (1995)
- Chorus (Flying Saucer Attack album) (raccolta di single) (1995)
- Distant Station (1996)
- In Search of Spaces (tracce live dal 1994) (Corpus Hermeticum, 1996)
- New Lands (1997)
- Mirror (Heartbeat Productions, 2000)
- PA Blues (2004) (raccolta CD-R)
- Mort Aux Vaches (2015)
- Instrumentals (2015)
- In Search of Spaces (2017)